# Ретроград
«Ретроград» (англ. Retrograde) — науково-фантастичний бойовик 2004 р. режисера Крістофера Куліковськи. Головні ролі зіграли Дольф Лундгрен і Джой Монтана. 

## Сюжет
2204 рік. Людство уражено чумою, що рівно двісті років тому була занесена метеоритами з космосу. Група вчених на борту криголама «Натаніель Палмер», що вирушив в 2004 році до Антарктики, підібрала метеорити для вивчення, після чого епідемія охопила всю планету. Щоб запобігти загибелі людства, була відібрана команда з найстійкіших до хвороби бійців, мета яких, перемістившись у минуле, знищити метеоритне поле і заражених членів команди криголама. Проте один з бійців команди Долгано затіяв змову, залучив частину команди, заарештував інших і захопив корабель. Він зібрався «панувати над майбутнім, контролюючи минуле».
Помітивши, що відбувається, пілот корабля Різ заклала крутий віраж, завдяки чому боєць групи Джон Фостер зумів вислизнути з-під опіки Долгана. Корабель здійснив посадку, Фостер захопив вакцину і вибухівку і кинувся бігти, але впав, убитий влучним пострілом одного з переслідувачів. Прикинувшись мертвим, Фостер розправився з переслідувачами, після чого його підібрала пошукова партія з криголама. На судні він отямився, але загинув один з членів команди, який поранив руки об метеорит. Інша пошукова партія з криголама досягла космічного корабля і була майже повністю знищена бандою Долгана.
Долган зібрав людей і повів їх на штурм криголама. Його банда увірвалася на судно, винищивши весь екіпаж. Фостеру вдалося перебити бунтівників. Він дізнався від доктора Рене Діас, де вони підібрали метеорити і вирушив туди, залишивши дівчину вмирати. Герой залишив потужну вибухівку, яка знищила все метеоритне поле. Потім вибухнув і потонув криголам, замінований Фостером. Герой вирушив на пів року тому в Пунта-Аренас, де зустрів Рене і відрадив її від участі в експедиції, після чого повернувся додому в свій час, до сім'ї.

## Ролі
- Дольф Лундгрен — Джон Фостер
- Сільвія ді Сантос — Рене Діас
- Джой Монтана — Далтон
- Гері Деніелс — Маркус
- Кен Семюелс — капітан Девіс
- Джемі Трічера — Маккензі
- Джой Сагал — Ендрю Щрадер
- Девід Джин Томас — Джеферсон
- Марко Лоренціні — Брюс Росс
- Скотт Джозеф — Грег
- Адріан Селларс — Кейт

## Виробництво
Фільм вийшов у кінотеатрах Південної Кореї 14 січня 2005 р. Знімали в Італії та Люксембурзі.

## Критика
Рейтинг фільму на сайті IMD — 3,1/10, Rotten Tomatoes — 10% оцінка аудиторії.